# Пам'ятник тризубу (Коростень)
Пам'ятник тризубу (Коростень) — пам'ятник у місті Коростені, присвячений державному гербу Української Народної Республіки, і сучасному малому гербу України.

## Загальні дані
Пам'ятник встановлено у сквері на залізничному вокзалі міста Коростеня.
Пам'ятник встановлено у 2006 році, скульптор В. В. Козиренко.

## Опис
Пам'ятник складається з гранітної стели на якій прікріплено табличку з написом: «Тут, 12 лютого 1918 року Мала Рада (Президія Центральної Ради) у м. Коростені затвердила тризуб як герб Української Народної Республіки, основу сучасного малого герба України».